# Ali Waheed
Ali Waheed (auch: Balak, Dhivehi ޢަލީ ވަޙީދު; geb. 20. Juli 1984) ist ein Politiker in den Malediven. Er war Mitglied des Madschlis und Tourismus-Minister der Malediven. Außerdem war er Vorsitzender der Jumhooree Party und Vorsitzender des New Radiant Sports Club.

## Leben

### Jugend und Ausbildung
Waheed ist der einzige Sohn von Mohamed Waheed und Zuhura Abdulla. Seine Eltern kommen von den Inseln Kulhudhuffushi und Thoddoo. Ali Waheed wurde in der Hauptstadt Malé geboren und ist dort aufgewachsen. Er erhielt seine Schulbildung an der Jamaaluddin School und der Majeedhiyya School. Nach der Beendigung der weiterführenden Schulbildung am Center for Higher Secondary Education ging Waheed zum Studium ins Ausland.
Er studierte an der Limkokwing University of Creative Technology in Malaysia und erwarb einen Bachelor in Mass Communication an der Curtin University, Australien.
Nach seinem Grundstudium arbeitete Ali Waheed bereits im Büro des Präsidenten der Malediven. In dieser Zeit wurde ihm angeboten für die Präsidentschaftswahl 2008 zu arbeiten. Er kündigte seinen Job im Büro des Präsidenten jedoch um eine politische Karriere zu beginnen. Es war zu der Zeit nämlich durch den Civil Service Act verboten, dass Beamte sich an politischen Kampagnen und Wahlkämpfen beteiligen.

### Karriere
Ali Waheed begann seine politische Karriere als Sprecher der Dhivehi Rayyithunge Party (DRP), der Partei des damaligen Präsidenten Maumoon Abdul Gayoom. Für die Präsidentschaftswahl 2008 arbeitete er für die DRP und die Politik von Präsident Gayyoom. Nach der Niederlage in den Wahlen 2008, kandidierte Ali Waheed für die Parlamentswahl 2009. Die neue Verfassung war da schon ratifiziert.
In den Wahlen im Mai 2009 trat er für den Wahlkreis Thoddu an und konnte sich gegen den Kandidaten der regierenden Maledivischen Demokratischen Partei durchsetzen.
Nach seiner Wahl wurde er zum ersten Stellvertretenden Führer der Opposition. Seine enge Zusammenarbeit mit dem neuen Leiter der DRP, Ahmed Thasmeen Ali, wurde von der Öffentlichkeit und von denen kritisiert, die dem ehemaligen Präsidenten treu waren. Aufgrund der internen Streitigkeiten in der DRP verließ Ali Waheed die Partei und schloss sich der herrschenden Partei MDP an.
Ali Waheed war für die MDP zwei Legislaturperioden lang stellvertretender Fraktionsvorsitzender und wurde 2014 um Vorsitzenden gewählt.

### Vorsitzender des New Radiant Sports Club
Neben der Politik engagierte sich Ali Waheed im Sport, vor allem für den Fußball. Er wurde 2011 Vorsitzender des New Radiant Sports Club. Der Club war 1979 gegründet worden und ist einer der ältesten Clubs in der Geschichte der Malediven. Seit Ali Waheed Vorsitzender war, konnte der Club wieder an alte Erfolge anschließen. Er qualifizierte sich 2013 für die AFC Quarter-Finals.
Schon vorher war Ali Waheed kurszzeitig Club Manager (2008). 2014 wurde er Manager der Maledivischen Fußballnationalmannschaft.

### Tourismusminister
Ali Waheed wurde am 17. November 2018 als Tourismusminister eingesetzt, jedoch am 8. Juli 2020 aufgrund von Anschuldigungen wegen Sexueller Nötigung von Mitarbeiterinnen des Tourismusministeriums vom Präsidenten zm Rücktritt aufgefordert. Der Wirtschaftsminister Fayyaz übernahm das Ministerium am 9. Juli 2020.